# Capanica astrophanes
Capanica astrophanes är en fjärilsart som beskrevs av Edward Meyrick 1917. Capanica astrophanes ingår i släktet Capanica och familjen signalmalar. Inga underarter finns listade i Catalogue of Life.